# Bakhov tempelj v Baalbeku
Bakhusov tempelj je del tempeljskega kompleksa Baalbek, ki je v široki Al-biqā (dolina Beka) v Libanonu. Tempeljski kompleks velja za izjemno arheološko in umetniško najdišče cesarske rimske arhitekture in je bil leta 1984 vpisan na Unescov seznam svetovne dediščine. Ta spomenik Bakhu je eden najbolje ohranjenih in največjih ruševin rimskega templja; njegova starost ni znana, vendar je njeno fino okrasje mogoče datirati v 2. stoletje našega štetja.

## Zgodovina
Tempelj je verjetno dal zgraditi rimski cesar Antonin Pij (vladal 138–161). O mestu ni bilo zabeleženih nobenih informacij do grškega osvajanja v 4. stoletju, do takrat bi bil tempelj verjetno zaprt zaradi preganjanja poganov v poznem Rimskem cesarstvu. Ko je kompleks propadel, je bil Bakhov tempelj verjetno zaščiten z ruševinami preostalih ruševin mesta.
Šele v letih 1898-1903 je to postalo uradno, ko je nemška ekspedicija izkopala dva velika templja in začela rekonstrukcije na tem mestu. Leta 1920 je bila razglašena država Veliki Libanon, libanonska vlada pa je odredila zaščito in popravilo najdišča.
Sredi 1970-ih je izbruhnila libanonska državljanska vojna in zaščita mesta je prenehala, ko je dolina Beka postala oporišče palestinskih in sirskih sil.
Leta 1984 so bile ruševine v Baalbeku vpisane na Unescov seznam svetovne dediščine. Ohranjanje mesta se je začelo v 1990-ih po koncu vojne.
Vzhodni oddelek Nemškega arheološkega inštituta je izvedel številna arheološka izkopavanja in raziskave Bakhovega templja in celotnega tempeljskega kompleksa. Najdišče se nenehno raziskuje in ocenjuje, kot je dokumentiranje reliefov in skulptur, arheozoološke raziskave favne v ruševinah, urbani razvoj in njegov odnos do Baalbeka.

## Arhitektura
Tempelj je dolg 66 m, širok 35 m in visok 31 m, in je le malo manjši od Jupitrovega templja. Podij, na katerem stoji tempelj, je na osi vzhod-zahod. Obodno steno krasi stebrišče dvainštiridesetih korintskih stebrov brez kanelur z jonskimi bazami, od katerih jih devetnajst ostaja pokončnih. Na vsakem koncu je osem stebrov in petnajst na vsaki strani — skoraj 20 m visoko. Ti so bili verjetno postavljeni v grobem stanju in nato zaokroženi, zloščeni in okrašeni na mestu. Stebri podpirajo bogato izrezljano entablaturo, ki vključuje arhitrav s tripasovnim frizom, ki je okrašen z izmenjujočimi se biki in levi ter vencem, okrašenim z geometrijskimi in cvetličnimi vzorci.
Cela je v notranjosti okrašena s korintskimi pilastri, ki obdajajo dve ravni niš na vsaki strani. Parapeti so okrašeni s plešočimi Menadami, ki podpirajo pripisovanje templja Bakhu. Notranjost templja je razdeljena na 30 m ladjo in 11 m aditon (svetišče) na ploščadi, dvignjeni 2 m in spredaj s 13 stopnicami.
Vhod je bil ohranjen še v 16. stoletju, vendar je sklepni kamen preklade po potresih leta 1759 zdrsnil 1 m; v 1860-ih ali 70-ih letih je bil postavljen steber iz grobega zidu, da bi ga podprl. Potresi so poškodovali tudi območje okoli znamenitega napisa orla na sofitu, ki ga je v celoti prekrival nosilni steber sklepnega kamna. Nekateri zgodovinski rimski kovanci prikazujejo strukturo tega templja skupaj z Jupitrovim templjem.
Tempelj je obogaten z nekaterimi najbolj prefinjenimi reliefi in skulpturami, ki so preživeli iz antike. V peristilu so izklesane štiri skulpture, za katere se verjame, da so upodobitve Akarine, zaradi česar bi bile prve prepoznavne upodobitve pršic v arhitekturi.